# Laryssa Chorolez

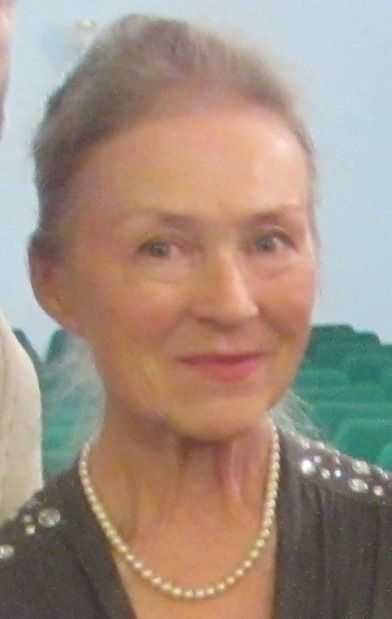
Laryssa Chorolez (2016)

Laryssa Iwaniwna Chorolez (ukrainisch Лариса Іванівна Хоролець; * 25. August 1948 in Kiew; † 12. April 2022) war eine ukrainische Schauspielerin und Politikerin.

## Leben
Sie hatte ihr Filmdebüt im Alter von 9 Jahren. 1970 schloss sie ihr Schauspielstudium am Institut für Theaterkunst in Kiew ab. Von 1973 bis 1998 arbeitete sie als Schauspielerin am Nationalen Iwan-Franko-Schauspielhaus. Zu ihren Rollen zählten Anna in Gestohlenes Glück von Iwan Franko und Sofija in Bestalanna von Iwan Karpenko-Karyj. 1988 erhielt sie den Titel Volkskünstlerin der Ukrainischen SSR.
Am 7. Juli 1991 wurde Chorolez zur Kulturministerin der Ukrainischen SSR ernannt. Vom 24. August 1991 bis zum 17. November 1992 war sie die erste Kulturministerin der unabhängigen Ukraine.  Von 1991 bis 1996 war sie stellvertretende Vorsitzende des Komitees für den Taras-Schewtschenko-Preis. Von 1993 bis 1998 war sie die erste Generaldirektorin des Ukrainischen Hauses. Von 1998 bis 2004 war sie Botschaftsrätin an der ukrainischen Botschaft in Berlin. Sie beteiligte sich an der Organisation und Durchführung von Sitzungen der gemischten ukrainisch-deutschen Kommission.
Von 2004 bis 2012 war sie Beraterin für humanitäre Angelegenheiten des Menschenrechtskommissars der Werchowna Rada. Seit 2014 arbeitete sie als Professorin an der Fakultät für dramatische Theaterregie und Schauspiel an der Nationalen Universität für Kultur und Kunst in Kiew. Von 2016 bis 2022 war sie Leiterin der Abteilung für Regie und Schauspiel an der Nationalen Akademie für Kultur- und Kunstmanagement in Kiew. Von 2020 bis 2021 war sie Expertin bei der Ukrainischen Kulturstiftung.